# Kelly Hardie
Pour les articles homonymes, voir Hardie.
Kelly Hardie (Perth, Australie-Occidentale, 21 novembre 1969 - ) est une joueuse de softball australienne. Elle remporta en 2000 une médaille de bronze en softball aux Jeux olympiques de Sydney avec l'équipe australienne de softball puis en 2008 aux Jeux olympiques de Pékin.